# Nationalisme culturel

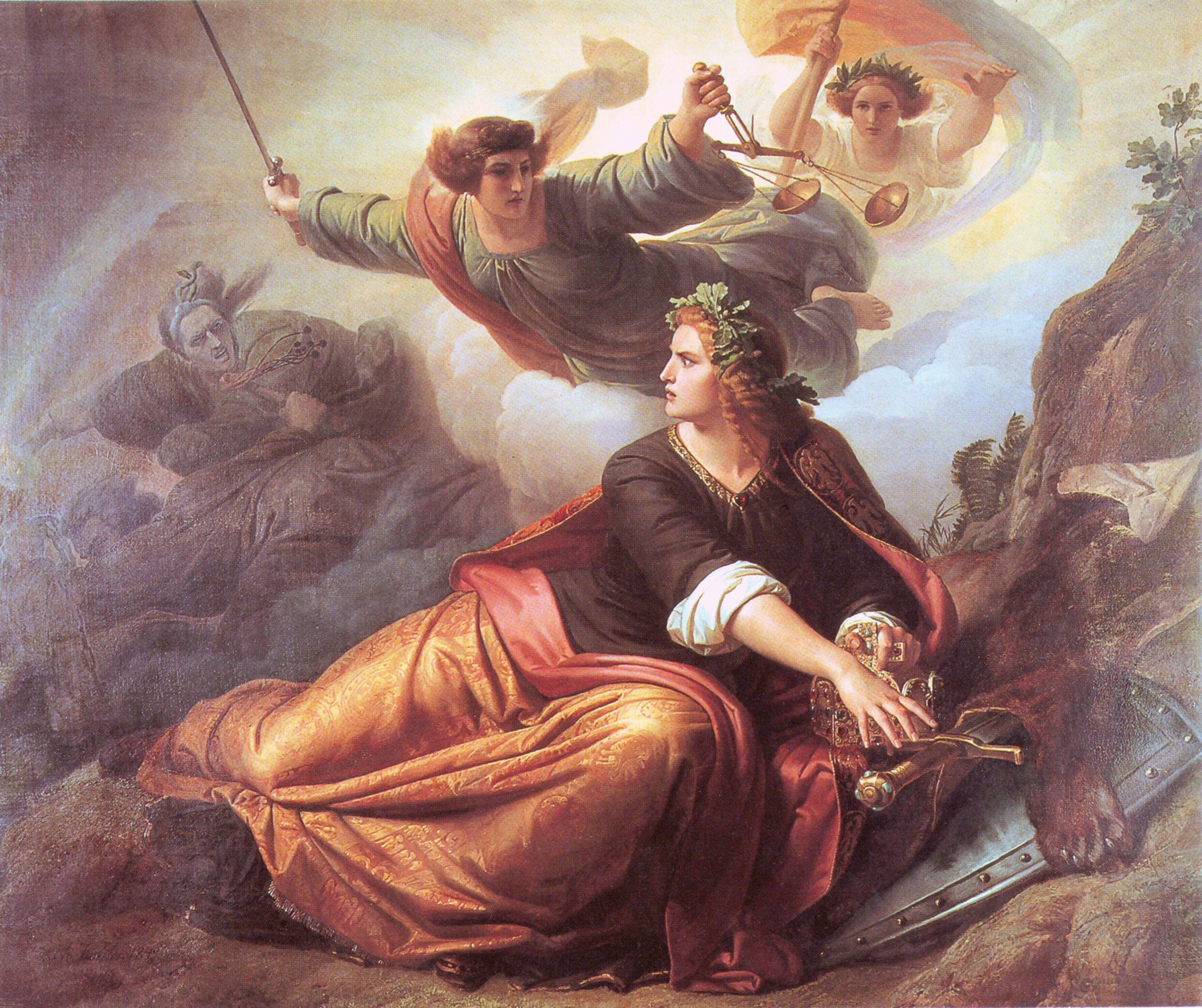
Erwachende Germania, 1849, Christian Köhler

Le nationalisme culturel est une forme de nationalisme dans lequel la nation est définie par une culture commune. Il s'agit d'une position intermédiaire entre le nationalisme ethnique d'une part et le nationalisme libéral de l'autre. Le nationalisme culturel, même s'il est attaché à la culture d'un groupe ethnique, admet que des individus d'autres origines puissent faire partie de la nation par assimilation culturelle. Ce nationalisme lorsqu'il vise à rétablir une culture nationale cherche à lutter contre l'impérialisme culturel d'un autre groupe national.
On peut trouver comme exemple de nationalisme culturel, l'exemple du nationalisme flamand. En effet, celui-ci vise à maintenir la langue, la culture, ainsi que la culture flamande, quitte à accéder à l'indépendance par rapport à la Belgique. 
Mais aussi celui promu par le Scottish National Party, cherchant à étendre la culture écossaise et promouvoir la langue écossaise, à savoir le gaélique écossais. 